# 张释文
张释文，本名张岩，是中国大陆民营企业“乾元九五网络”、“埃尔特教育”的创始人。
因2015年乾元九五网络公司与大连淼森公司的一次业务往来，2018年11月15日张被大连警方经侦部门以“虚开发票罪”逮捕，直到2018年12月5日取保候审，期间一直被关押在大连市看守所；取保候审后，张某曾设法销案，但由于该案税务部门并未立案、乾元九五网络公章一直被扣留而无法处理。
2018年12月17日，张在互联网上发表了回忆文章《我住进了全世界最拥挤的群租房》，并在大陆互联网引发反响12月22日大连警方通过媒体发布消息，指责张的文章严重失实，并称张11月23日还表示“市看守所管理规范，且充分保障了其权益”。